# Urbano (nombre)
Urbano  es un nombre propio masculino en su variante en español. Procede del latín urbānus, el adjetivo urbano hace referencia a aquello perteneciente a la ciudad, y significa «aquel que habita en la ciudad». Mención especial es que Urbano es el nombre de varios Papas.

## Origen
Urbano  es el nombre de un personaje bíblico del Nuevo Testamento:
- Urbano, cristiano romano al que Pablo envía saludos (Romano 16:9).

## Equivalencias en otros idiomas
| Variantes en otras lenguas | Variantes en otras lenguas |
| -------------------------- | -------------------------- |
| Español                    | Urbano                     |
| Alemán                     | Urban                      |
| Catalán                    | Urbà                       |
| Checo                      | Městský                    |
| Griego                     | Αστικό                     |
| Francés                    | Urbain                     |
| Hebreo                     | עירונית                    |
| Holandés                   | Stedelijke                 |
| Inglés                     | Urban                      |
| Italiano                   | Urbano                     |
| Lituano                    | Miesto                     |
| Polaco                     | Miejskie                   |
| Portugués                  | Urbano                     |
| Ruso                       | Городские                  |

## Santoral
La celebración del santo de Urbano se corresponde con el día 2 de abril.
Otras fechas con este santoral;
- San Urbano, niño mártir se celebra el 24 enero.
- San Urbano, mártir el 8 marzo, 16 de abril, 2 de julio, 5 septiembre y 31 octubre.
- San Urbano, obispo el 2 abril, 28 de noviembre y 7 diciembre y San Urbano II, papa el 29 julio.